# Écoconditionnalité
L'écoconditionnalité consiste à subordonner des achats ou le versement d'aides publiques au respect de principes et critères environnementaux (souvent traduits en normes environnementales.
Dans le cas des achats, il peut aussi s'agir de critères d'achats de services (transport, tourisme...) ou de biens susceptibles d'avoir une forte empreinte écologique, voire d'être une cause directe de destruction de la biodiversité en cas de surexploitation ou de mauvaise gestion de ressources naturelles (bois tropicaux par exemple,) ou de service en fonction des mêmes critères.
Dans le cadre du commerce éthique et équitable, des critères sociaux peuvent y être ajoutés, on parle alors parfois d'écosocioéligibilité.
Pour des raisons de crédibilité Des preuves de respect de l'environnement doivent être apportées. Elles sont souvent médiées par une écocertification (ou écosociocertification le cas échéant), qui implique une certaine transparence.

## En Europe
Le principe en a été admis puis progressivement introduit à grande échelle lors de la réforme de la politique agricole commune (PAC) de 1999
L'écoconditionnalité est prévue par le droit communautaire, mais son application est laissée à l'appréciation des États membres, qui ont le choix de déterminer les conditions effectivement requises au versement des aides.

## En France
Le 16 juillet 2014, la ministre du logement, de l'égalité des territoires et de la ruralité, Sylvia Pinel, et la ministre de l'écologie, du développement durable et de l'énergie, Ségolène Royal ont signé un décret donnant naissance à l'éco-conditionnalité dans le secteur de la rénovation énergétique. Avec ce dispositif, les aides publiques mises à la disposition des ménages effectuant des travaux de rénovation énergétique sont soumises à condition.
L’éco-conditionnalité impose aux ménages français souhaitant bénéficier d’aides publiques pour financer leurs travaux de rénovation de faire appel à des entreprises ou à des artisans possédant la qualification RGE « Reconnu Garant de l’environnement ». Seuls les professionnels du bâtiment dotés de cette qualification peuvent faire bénéficier leurs clients d’aides financières publiques. L’éco-conditionnalité est entré en vigueur le 1er septembre 2014 dans le cadre de l’Eco-prêt à taux zéro, puis le 1er janvier 2015 pour le crédit d’impôt transition énergétique. L’éco-conditionnalité est repoussé au 1er octobre 2015 dans les territoires d’Outre-mer que ce soit pour l’éco-prêt à taux zéro ou pour le crédit d’impôt transition énergétique. 
Avec cette mesure, le gouvernement de François Hollande a voulu accompagner les professionnels du bâtiment spécialisés dans les travaux de rénovation énergétique dont le savoir-faire et les compétences sont reconnues au travers de la qualification RGE. Avec l’éco-conditionnalité, ces derniers sont distingués et mis en avant. Faire appel à un artisan qualifié est devenu une condition indispensable pour bénéficier d’aides publiques. 
Pour les ménages français, la mise en place de l’éco-conditionnalité est aussi une garantie. Ce dispositif leur permet d’identifier les artisans et les entreprises capables de réaliser des travaux de rénovation de qualité. Le but final de l’éco-conditionnalité est d’assurer aux ménages faisant appel à des artisans RGE qu’il s’agit bien de professionnels qui pourront les conseiller mais surtout qui réaliseront des travaux qui aboutiront à une diminution de la consommation d’énergie du logement.
En matière agricole, depuis avril 2015, le maintien des mares, bosquets et haies fait partie des bonnes conditions agricoles et environnementales (BCAE), qui conditionnent les aides de la politique agricole commune.

## Au Québec
La Financière agricole du Québec (FADQ) a introduit des mesures liant le versement de l'aide de ses programmes de financement et d'assurance aux respect de dispositions de la Loi sur la qualité de l'environnement (LQE). L'agriculture a aussi été un domaine privilégié pour l'introduction de ce concept pour « réconcilier le soutien à l’agriculture et la protection de l’environnement ».